# Friedrichslohra
Friedrichslohra is een  dorp in de Duitse gemeente Großlohra in het Landkreis Nordhausen in Thüringen. Het dorp, vernoemd naar Frederik II van Pruisen,  was tot 1950 een zelfstandige gemeente. 
Friedrichslohra heeft een katholieke en een protestantse Bonifatiuskerk.